# Monte Skidmore
Il Monte Skidmore è una montagna alta 865 m, situata alla bocca del Ghiacciaio Stratton, nella Catena di Shackleton, nella Terra di Coats in Antartide. 
Fu mappato dalla Commonwealth Trans-Antarctic Expedition (CTAE) nel 1957.
Nel 1967 fu effettuata una ricognizione aerofotografica da parte degli aerei della U.S. Navy. 
L'attuale denominazione fu assegnata nel 1971 dal Comitato britannico per i toponimi antartici (UK-APC), in onore di Michael J. Skidmore, geologo della  British Antarctic Survey (BAS) presso la Piattaforma di ghiaccio Brunt nel periodo 1966-69 e che lavorò nella Catena di Shackleton nel 1968-69.